# Jorge Fischer
Jorge Fischer Nunes (Porto Alegre, 1936 – Porto Alegre, 5 de junho de 1987) foi um escritor, roteirista de histórias em quadrinhos e militante político brasileiro.

## Obras
- O riso dos torturados (Porto Alegre: Proletra, 1982)
- Mulheres de Atenas (Porto Alegre: Rigel, 198?)
- Epopéias (Rio de Janeiro: Shogum ed. e Arte, 1983)
- A vingança de Jango Jorge, (Col. Afrodite, São Paulo: Noblet 1984-85)
- O sexo de Jocasta, (Col. Afrodite, São Paulo: Noblet 1984-85)
- Os homossexuais, (Col. Afrodite, São Paulo: Noblet 1984-85)
- As depravadas,  (Col. Brasil Erótico, São Paulo: Noblet, 1984-85)
- O passado de Nena,  (Col. Brasil Erótico, São Paulo: Noblet, 1984-85)
- Os estupradores do Irã  (Col. Brasil Erótico, São Paulo: Noblet, 1984-85)
- Uma águia em terra santa (Col. Brasil Erótico, São Paulo: Noblet, 1984-85).

### Roteiro para Histórias em Quadrinhos (parcial)
- "Embalo nu" (erótica), com desenho de Júlio Shimamoto, publicada na Especial de Quadrinhos n° 18 - série "Homo sapiens" (Grafipar, 1981);
- "Um lugar à sombra", desenho de Júlio Shimamoto, publicada em Volúpia n. 6 (Grafipar, 1981);
- "A ilha das duas mulheres", publicada na Quadrinhos Eróticos, nº 9 (Maciota, 1985);[4]
- "Morrer como herói", desenho de Flávio Colin[5]
- "O casamento da ninfeta", com desenhos de Zéfiro, publicada em Sexyman n. 73 (Noblet, maio de 1988)
- "O primeiro dono" (erótica), desenho de Júlio Shimamoto, publicada em Sertão & Pampas #9 - Sexo Selvagem[6])
- "Histórias para esquecer" (sobre ditadura), com desenho de Ofeliano de Almeida.
- "O sacana gostoso", com desenho de Quagiro, publicada na Série Erótica n° 8 (Nova Sampa, 1989);
- "Os undinistas estão chegando", com desenhos de Itamar Gonçalves, publicada na Série Erótica n° 1 (Nova Sampa, 1989);
- "O médico é um monstro", desenho de Franco de Rosa, publicada na Arte Erótica n. 2 (Nova Sampa, 198?).
- "Palavra por palavra", publicada na Big Close n° 5 (Nova Sampa, 1991)

## Homenagem
Em Porto Alegre, no bairro Lomba do Pinheiro, há uma rua que presta homenagem ao autor.